# Тайрон Тауншип (округ Адамс, Пенсільванія)
Тайрон Тауншип (англ. Tyrone Township) — селище (англ. township) в США, в окрузі Адамс штату Пенсільванія. Населення — 2268 осіб (2020).

## Демографія
Згідно з переписом 2010 року, у селищі мешкало 2298 осіб у 832 домогосподарствах у складі 643 родин. Було 878 помешкань
Расовий склад населення:
| - 93,3 % — білих - 1,0 % — чорних або афроамериканців - 0,2 % — корінних американців - 0,1 % — азіатів - 3,2 % — осіб інших рас |

До двох чи більше рас належало 2,2 %. Частка іспаномовних становила 9,2 % від усіх жителів.
За віковим діапазоном населення розподілялося таким чином: 23,9 % — особи молодші 18 років, 63,3 % — особи у віці 18—64 років, 12,8 % — особи у віці 65 років та старші. Медіана віку мешканця становила 40,7 року. На 100 осіб жіночої статі у селищі припадало 102,8 чоловіків;  на 100 жінок у віці від 18 років та старших — 103,0 чоловіків також старших 18 років.
Середній дохід на одне домашнє господарство  становив 65 627 доларів США (медіана — 51 836), а середній дохід на одну сім'ю — 73 236 доларів (медіана — 60 000). Медіана доходів становила 45 625 доларів для чоловіків та 40 179 доларів для жінок. За межею бідності перебувало 13,0 % осіб, у тому числі 15,8 % дітей у віці до 18 років та 9,5 % осіб у віці 65 років та старших.
Цивільне працевлаштоване населення становило 1192 особи. Основні галузі зайнятості: виробництво — 21,6 %, освіта, охорона здоров'я та соціальна допомога — 20,6 %, будівництво — 10,7 %, сільське господарство, лісництво, риболовля — 7,8 %.